# Капіталізація (економіка)
Капіталізація (економіка):
- Перетворення засобів (частини чистого прибутку, дивідендів та ін. або всього прибутку) в додатковий капітал, додаткові фактори виробництва (такі, як засоби праці, предмети праці, робочу силу і т. д.), в результаті чого досягається збільшення розміру власних коштів.
- Оцінка вартості фірми на основі:

1. Щорічно отримуваного прибутку,
2. Її  основного та  оборотного капіталу,
3. Ринкової вартості її  акцій та  облігацій (див. Ринкова капіталізація).

- У банківській діяльності — приєднання до суми основного капіталу норми прибутку відсотка, випуск акцій та інші способи нарощування їх капітальної бази.
- Капіталізація  фондового ринку — показник, що характеризує масштаби операцій на фондовому ринку. Визначається як сумарна ринкова вартість обігу цінних паперів.